# Ricardo Javier Acosta
Ricardo Javier Acosta (Santa Fe, Argentina; 22 de junio de 1992) es un futbolista argentino. Juega como mediocampista ofensivo o enganche y su primer equipo fue Unión de Santa Fe. Actualmente se encuentra sin club.

## Trayectoria
Su debut como profesional se produjo el 7 de septiembre de 2009, en la victoria de Unión 1-0 ante San Martín de Tucumán: ese día ingresó a los 33 del ST en reemplazo de Germán Weiner y sobre el cierre del partido convirtió su primer gol.
Jugó también en Central Norte de Salta, Alumni de Villa María, Cosmos FC, Libertad de Sunchales, Defensores de Pronunciamiento, Villa Mitre de Bahía Blanca, Defensores de Belgrano de Villa Ramallo, Chaco For Ever y Ben Hur de Rafaela; en el exterior tuvo pasos por Grêmio Barueri de Brasil y Macará de Ecuador; y además defendió la camiseta de Newell's de la Liga Santafesina de Fútbol.

## Clubes
| Club                          | País      | Año       |
| ----------------------------- | --------- | --------- |
| Unión de Santa Fe             | Argentina | 2009-2011 |
| Grêmio Barueri                | Brasil    | 2012      |
| Unión de Santa Fe             | Argentina | 2012      |
| Newell's                      | Argentina | 2013      |
| Cosmos FC                     | Argentina | 2013-2014 |
| Central Norte de Salta        | Argentina | 2014-2015 |
| Cosmos FC                     | Argentina | 2015      |
| Central Norte de Salta        | Argentina | 2016      |
| Alumni de Villa María         | Argentina | 2016      |
| Libertad de Sunchales         | Argentina | 2017      |
| Cosmos FC                     | Argentina | 2017      |
| Libertad de Sunchales         | Argentina | 2017      |
| Macará                        | Ecuador   | 2018      |
| Defensores de Pronunciamiento | Argentina | 2018-2019 |
| Villa Mitre de Bahía Blanca   | Argentina | 2019      |
| Defensores de Belgrano (VR)   | Argentina | 2020      |
| Ben Hur de Rafaela            | Argentina | 2021      |
| Chaco For Ever                | Argentina | 2021      |
| Ben Hur de Rafaela            | Argentina | 2021      |
| Cosmos FC                     | Argentina | 2022      |
| Defensores de Pronunciamiento | Argentina | 2022      |

### Estadísticas
- Actualizado al 16 de julio de 2022

| Club                        | Div.                | Temporada           | Liga | Liga | Copa Nacional | Copa Nacional | Copa Internacional | Copa Internacional | Total | Total |
| Club                        | Div.                | Temporada           | PJ   | G    | PJ            | G             | PJ                 | G                  | PJ    | G     |
| --------------------------- | ------------------- | ------------------- | ---- | ---- | ------------- | ------------- | ------------------ | ------------------ | ----- | ----- |
| Unión Argentina             |                     |                     |      |      |               |               |                    |                    |       |       |
| 2.ª                         | 2009/10             | 18                  | 4    | -    | -             | -             | -                  | 18                 | 4     |       |
| 2.ª                         | 2010/11             | 2                   | 0    | -    | -             | -             | -                  | 2                  | 0     |       |
| 1.ª                         | 2011/12             | 0                   | 0    | -    | -             | -             | -                  | 0                  | 0     |       |
| 1.ª                         | 2012/13             | 0                   | 0    | -    | -             | -             | -                  | 0                  | 0     |       |
| Total                       | Total               | 20                  | 4    | -    | -             | -             | -                  | 20                 | 4     |       |
| Grêmio Barueri · Brasil     |                     |                     |      |      |               |               |                    |                    |       |       |
| 2.ª                         | 2012                | 1                   | 0    | -    | -             | -             | -                  | 1                  | 0     |       |
| Total                       | Total               | 1                   | 0    | -    | -             | -             | -                  | 1                  | 0     |       |
| Central Norte (S) Argentina |                     |                     |      |      |               |               |                    |                    |       |       |
| 4.ª                         | 2014                | ?                   | ?    | -    | -             | -             | -                  | ?                  | ?     |       |
| 4.ª                         | 2016                | ?                   | ?    | 2    | 0             | -             | -                  | ?                  | ?     |       |
| Total                       | Total               | 27                  | 4    | 2    | 0             | -             | -                  | 29                 | 4     |       |
| Alumni (VM) Argentina       |                     |                     |      |      |               |               |                    |                    |       |       |
| 4.ª                         | 2016                | 15                  | 2    | -    | -             | -             | -                  | 15                 | 2     |       |
| Total                       | Total               | 15                  | 2    | -    | -             | -             | -                  | 15                 | 2     |       |
| Libertad (S) Argentina      |                     |                     |      |      |               |               |                    |                    |       |       |
| 3.ª                         | 2016/17             | 10                  | 3    | -    | -             | -             | -                  | 10                 | 3     |       |
| 3.ª                         | 2017/18             | 17                  | 5    | -    | -             | -             | -                  | 17                 | 5     |       |
| Total                       | Total               | 27                  | 8    | -    | -             | -             | -                  | 27                 | 8     |       |
| Cosmos FC Argentina         |                     |                     |      |      |               |               |                    |                    |       |       |
| 4.ª                         | 2017                | 5                   | 1    | -    | -             | -             | -                  | 5                  | 1     |       |
| Total                       | Total               | 5                   | 1    | -    | -             | -             | -                  | 5                  | 1     |       |
| Macará · Ecuador            |                     |                     |      |      |               |               |                    |                    |       |       |
| 1.ª                         | 2018                | 13                  | 2    | -    | -             | 2             | 0                  | 15                 | 2     |       |
| Total                       | Total               | 13                  | 2    | -    | -             | 2             | 0                  | 15                 | 2     |       |
| Defensores (P) Argentina    |                     |                     |      |      |               |               |                    |                    |       |       |
| 3.ª                         | 2018/19             | 21                  | 10   | -    | -             | -             | -                  | 21                 | 10    |       |
| 3.ª                         | 2022                | 7                   | 0    | -    | -             | -             | -                  | 7                  | 0     |       |
| Total                       | Total               | 28                  | 10   | -    | -             | -             | -                  | 28                 | 10    |       |
| Villa Mitre Argentina       |                     |                     |      |      |               |               |                    |                    |       |       |
| 3.ª                         | 2019/20             | 5                   | 0    | 0    | 0             | -             | -                  | 5                  | 0     |       |
| Total                       | Total               | 5                   | 0    | 0    | 0             | -             | -                  | 5                  | 0     |       |
| Defensores (VR) Argentina   |                     |                     |      |      |               |               |                    |                    |       |       |
| 3.ª                         | 2019/20             | 5                   | 0    | 1    | 0             | -             | -                  | 6                  | 0     |       |
| Total                       | Total               | 5                   | 0    | 1    | 0             | -             | -                  | 6                  | 0     |       |
| Ben Hur Argentina           |                     |                     |      |      |               |               |                    |                    |       |       |
| 4.ª                         | 2020/21             | 8                   | 3    | -    | -             | -             | -                  | 8                  | 3     |       |
| 4.ª                         | 2021/22             | 5                   | 1    | -    | -             | -             | -                  | 5                  | 1     |       |
| Total                       | Total               | 13                  | 4    | -    | -             | -             | -                  | 13                 | 4     |       |
| Chaco For Ever Argentina    |                     |                     |      |      |               |               |                    |                    |       |       |
| 3.ª                         | 2021                | 23                  | 1    | -    | -             | -             | -                  | 23                 | 1     |       |
| Total                       | Total               | 23                  | 1    | -    | -             | -             | -                  | 23                 | 1     |       |
| Total en su carrera         | Total en su carrera | Total en su carrera | 182  | 36   | 3             | 0             | 2                  | 0                  | 187   | 36    |

## Palmarés
| Título                        | Club              | País      | Año  |
| ----------------------------- | ----------------- | --------- | ---- |
| Ascenso a Primera División    | Unión de Santa Fe | Argentina | 2011 |
| Ascenso a la Primera Nacional | Chaco For Ever    | Argentina | 2021 |